# Pogonomyrmex humerotumidus
Pogonomyrmex humerotumidus is een mierensoort uit de onderfamilie van de Myrmicinae. De wetenschappelijke naam van de soort is voor het eerst geldig gepubliceerd in 2004 door Vásquez-Bolaños & Mackay.